# Beschleunigte Verwitterung
Beschleunigte Verwitterung (engl. Enhanced Weathering, EW) – auch Enhanced Rock Weathering (ERW) genannt – ist ein geochemischer Prozess, der darauf abzielt, natürliche Verwitterungsprozesse zu beschleunigen. Bei der natürlichen Verwitterung von silikatischen Mineralen wird Kohlenstoffdioxid (CO2) aus der Atmosphäre entzogen und langfristig in Form von festen Carbonaten oder gelöstem Bicarbonat in Ozeanen gebunden. Dies kann auch der Versauerung der Meere entgegenwirken.
Ein mögliches Verfahren von Enhanced Weathering ist das Ausbringen von fein gemahlenem Silikatgestein, wie beispielsweise Basalt, auf (landwirtschaftliche) Oberflächen. Hierbei werden die chemischen Reaktionen zwischen Mineralen, CO2-haltigen Gasen/Flüssigkeiten beziehungsweise Luft beschleunigt, sodass CO2 innerhalb von einigen Wochen bis Monaten sequestriert werden kann.
Darüber hinaus unterscheidet man In-Situ- und Ex-Situ-Methoden des EW.
Bei In-Situ-Methoden handelt es sich um das Zirkulieren von CO2-haltigen Fluiden im Erduntergrund. Dadurch kann CO2 langfristig von mafischen und ultramafischen Gesteinen gespeichert werden. Die Ex-Situ-Methode zeichnet sich dadurch aus, dass sie unter Zuhilfenahme von hohen Drücken, Temperaturen und CO2-Konzentrationen sowie Säuren das CO2 mit hinzugefügten (natürlichen oder künstlichen) alkalischen Mineralen in Reaktoren reagieren lassen. Die Dauer dieses Prozesses beläuft sich nur auf einige Minuten.
Bei EW handelt es sich um Verfahren des Carbon dioxide removal (CDR), also Verfahren, bei denen Kohlendioxid durch gezielte menschliche Aktivitäten aus der Atmosphäre entfernt und dauerhaft in geologischen, terrestrischen oder ozeanischen Reservoiren oder in Verwitterungsprodukten gespeichert wird. Damit soll durch die Sequestrierung des Treibhausgases CO2 dem menschengemachten Klimawandel entgegenwirkt werden.

## Entstehungsgeschichte EW

### Geologischer Hintergrund

Temperaturkurve des Phanerozoikums

Durch die Kollision der Indischen Platte und der Eurasischen Platte vor ca. 50 Millionen Jahren, folgte die Entstehung des Himalaya-Gebirges. Durch die Gebirgsbildung ist mehr Gestein der Oberfläche ausgesetzt und die chemischen Verwitterungsraten steigen an. Dieser Anstieg führt dazu, dass sich die globale Temperatur abkühlt, was in der känozoischen Eiszeit gipfelt.
Seit knapp 30 Jahren wird das Thema „Enhanced Weathering“ erforscht, mit dem Ziel, Kohlendioxid über einen langen Zeitraum aus der Atmosphäre zu entziehen. So soll dem anthropogen verursachten Klimawandel entgegengewirkt werden.
Mitte der 1990er Jahre entsteht die Idee, dass die fossilen Brennstoffe weiterhin genutzt werden können, indem CO2 in Carbonaten dauerhaft gespeichert und so der Atmosphäre entzogen wird. In den 2000er Jahren wird versucht, das Verfahren zur praktischen Anwendung zu bringen, indem erforscht wird, ob EW wirtschaftlich machbar und gesundheitlich unbedenklich ist. Dazu wird berechnet, dass Ausbringen von 5 Gt Olivin (MgFeSiO4) an Stränden notwendig ist, um 30 % der weltweiten Emissionen von 1990 zu kompensieren.
Das CO2-Absenkungspotential wird im Folgenden gegen die Emissionen, die durch Abbau, Zerkleinerung und Ausbringung stehen, gegengerechnet. Je nach Berechnung kann die Methode z. B. bei langen Transportwegen, zu großen Körnern oder Transport über die Straße anstatt über die Schiene auch zur CO2-Quelle werden. Anfang der 2020er Jahre wird der Vorschlag erbracht, die EW-Methoden mit Lebensmittelanbau und Bodensicherheit zu kombinieren, indem man Silikatgesteine auf Anbauflächen ausbringt.
Zusammenfassend ist zu sehen, dass sich die Entwicklung von EW-Methoden seit ihren Anfängen vom Ausgleichen der Emissionen der fossilen Brennstoffe, auf die Sequestrierung von mehreren Gt CO2 pro Jahr erweitert hat, um die Emissionen der Vergangenheit mit auszugleichen.

## Funktionsweise (naturwiss. Grundlagen)
Die Verwitterung verläuft je nach Korngröße unterschiedlich ab, wobei kleinere Körner aufgrund ihrer größeren Angriffsfläche vor den größeren Körnern aufgelöst werden. Kleinere Körner verwittern somit schneller. EW kann durch verschiedene geochemische Mechanismen erfolgen, die hauptsächlich von der Art der beteiligten Minerale abhängen. Dazu gehören Lösungs-, Hydratations-, Hydrolyse- und Oxidationsverwitterung. Die Carbonatverwitterung ist eine besondere Form der Lösungsverwitterung.
Carbonat- und Silikatminerale sind Beispiele, für Minerale, die von der Carbonatverwitterung betroffen sind. Wenn Silikat- oder Carbonatminerale Regen- oder Grundwasser ausgesetzt sind, lösen sie sich aufgrund der Carbonatverwitterung langsam auf: Das heißt, dass das in der Atmosphäre vorhandene Wasser (H2O) und das Kohlendioxid (CO2) durch die folgende Reaktion Kohlensäure (H2CO3) bilden:
Bei den Reaktionen zeigen die Buchstaben l (flüssig), s (fest), g (gasförmig), aq (in wässriger Lösung) an, in welchem Zustand sich der Stoff befindet. Diese Kohlensäure greift dann das Mineral an und bildet, in Lösung mit dem nicht umgesetzten Wasser, Carbonat-Ionen. Infolge dieser beiden chemischen Reaktionen (Carbonatisierung und Auflösung) verbinden sich Minerale, Wasser und Kohlendioxid, wodurch sich die chemische Zusammensetzung der Minerale ändert und der Atmosphäre Kohlenstoffdioxid (CO2) entzogen wird.
Insbesondere Forsterit (Mg2SiO4), ein Mineral aus der Klasse „Silikate und Germanate“, wird durch diese Reaktion aufgelöst:
Calcit (CaCO3), ein Mineral aus der Klasse „Carbonate und Nitrate“, wird stattdessen durch diese Reaktion aufgelöst:
Wasser mit gelösten Bicarbonat-Ionen (2HCO3−) gelangt schließlich in die Ozeane, wo die Bicarbonat-Ionen durch folgende Reaktion zu Carbonat-Minerale für Schalen und Skelette biomineralisiert werden:
Die Carbonatminerale sinken dann schließlich von der Meeresoberfläche auf den Meeresboden. Der größte Teil des Carbonats wird in der Tiefsee wieder aufgelöst, wenn es absinkt, da ab einer Tiefe von ca. 4000 m die Carbonat-Kompensationstiefe liegt. Dies ist die Tiefe, ab der aufgrund von hohen Drücken und tiefen Temperaturen, sowie einer hohen Kohlenstoffdioxidkonzentration, die absinkenden Calciumcarbonate aufgelöst werden. Die Tiefe der Grenze kann je nach Ozean, aber auch innerhalb eines Ozeans, deutlich variieren.
Es wird angenommen, dass diese Prozesse über geologische Zeiträume hinweg das Erdklima stabilisieren. Das Verhältnis zwischen dem gasförmigen Kohlendioxid (CO2) in der Atmosphäre und der in Carbonat umgewandelten Kohlendioxidmenge wird durch ein chemisches Gleichgewicht geregelt: Bei einer Änderung dieses Gleichgewichtszustands dauert es theoretisch (wenn in dieser Zeit keine anderen Veränderungen stattfinden) Tausende von Jahren, bis ein neuer Gleichgewichtszustand hergestellt ist.
Bei der Silikatverwitterung beträgt der theoretische Nettoeffekt von Auflösung und Ausfällung 1 Mol CO2, das für jedes Mol Ca2+ oder Mg2+, das aus dem Mineral verwittert, gebunden wird. Da einige der gelösten Kationen mit der vorhandenen Alkalinität in der Lösung reagieren und dabei CO32−-Ionen bilden, ist das Verhältnis in natürlichen Systemen nicht genau 1:1, sondern hängt von der Temperatur und dem CO2-Partialdruck ab. Die Netto-CO2-Bindung der Carbonatverwitterungsreaktion und der Carbonatausfällungsreaktion ist gleich Null.
Es wird angenommen, dass Verwitterung und biologische Carbonatausfällung nur über kurze Zeiträume (<1000 Jahre) lose gekoppelt sind. Daher wird eine Zunahme der Carbonat- und Silikatverwitterung im Verhältnis zum Carbonatniederschlag, zu einem Anstieg der Alkalinität im Ozean führen.

### Biologische Aspekte
Ein weiterer Aspekt, der sich neben den abiotischen Faktoren (Niederschlag, Temperatur und CO2-Gehalt) auf die beschleunigte Verwitterung auswirkt, ist die Wechselwirkung zwischen Gestein und Pflanzenwurzeln.

#### Wechselwirkung Gestein – Pflanze
Bei der Silikatverwitterung werden Protonen verbraucht. Diese können von den Pflanzenwurzeln zur Verfügung gestellt werden, da die pflanzlichen Organismen Exsudate und Protonen liefern. Bei der Silikatverwitterung kommt es zur Freisetzung von Elementen wie Phosphor, Calcium, Magnesium, Kalium oder Silizium. Diese werden als Nährstoffe von Pflanzen aufgenommen. Somit wird der Boden basischer. Durch die Basizität liegt das Gleichgewicht auf der Seite des Bicarbonats, wodurch mehr CO2 von der Atmosphäre aufgenommen werden kann. Die Mineralaufnahme kann somit die Silikatverwitterung beschleunigen.

#### Bedeutung von Arbuskulären Mykorrhizapilzen für EW
Die Interaktion zwischen Gestein und Pflanzenwurzeln kann von Arbusculären Mykorrhizapilzen (AM-Pilze) gestärkt werden. Dabei handelt es sich um Pilze, die schon seit ca. 400 Millionen Jahren eine Symbiose mit Landpflanzen eingehen. Durch die Symbiose bekommen die Pilze Kohlenhydrate in Form von Glucose von den Pflanzen. Sie selbst machen den Pflanzen Nährstoffe wie beispielsweise Phosphat zugänglich. Das Besondere an AM-Pilzen ist, dass sie mit ihren Hyphen in die Wurzelrindenzellen der Pflanzen eindringen und dort baumartige Verwachsungen, sogenannte Arbuskeln, ausbilden.
Bei der Symbiose der Pflanzenwurzeln und der AM-Pilze können direkte und indirekte Einflussfaktoren das EW positiv beeinflussen. So können AM-Pilze die Ionen von Mineralen aufnehmen, indem sie mit ihren Hyphen die Mineraloberfläche bedecken. Zudem werden von den AM-Pilzen Protonen freigesetzt, wenn sie Ammonium aufnehmen. Einen weiteren direkten Einfluss können die Exsudate der Hyphen ausüben. Denn die organischen Ausscheidungen stellen Chelatoren dar, die die Mineraloberfläche destabilisieren. Die direkten Einflussfaktoren können das Verwitterungspotential erhöhen.
Auch indirekte Faktoren können sich positiv auf EW auswirken. Beispielsweise können AM-Pilze den Kohlenstofffluss von Pflanzen in den Boden (Wurzelatmung) bestärken. Außerdem können AM-Pilze die Ausscheidung von organischen Verbindungen durch Pflanzen fördern. Dadurch werden physikalisch-chemische Bedingungen geschaffen, die eine gesteigerte Verwitterung zur Folge haben.

#### Einsatz in der Landwirtschaft
Der Prozess des EW kann insbesondere in der Landwirtschaft angewendet werden. Zwar sind die Abundanz und Diversität von AM-Pilzen in der Landwirtschaft deutlich geringer als in natürlichen Systemen. Aber durch die silikatische Düngung nimmt der pH-Wert des Bodens zu. Dies hat zur Folge, dass die Artenvielfalt und -dichte der AM-Pilze sowie ihre Wurzelbesiedelung ansteigt. Ein Vorteil dabei stellt die Verwendung von Basalt als Material für EW dar. Denn AM-Pilze wachsen bevorzugt in Bereichen mit basaltischen Bedingungen im Gegensatz zu granitischen oder quarzitischen Bedingungen. Der Einsatz von EW in der Landwirtschaft hat zudem den Vorteil, dass Böden konventioneller Landwirtschaft die Interaktion zwischen Pilzen und Mineralen fördern. Die geringen organischen Bestandteile und die fehlenden Nährstoffe regen die Affinität der Pilze für die Minerale an. Damit stellt der Mineraldünger einen Langzeitdünger dar. Die Nährstoffaufnahme der Hyphen wird durch eine anfängliche Reduktion der Nährstoffverfügbarkeit langfristig verbessert. Dadurch wird EW gefördert.
Zudem bietet die Anwendung von EW in der Landwirtschaft einen Vorteil für die Pflanzen. Der erhöhte Einbau von Silizium in Pflanzenwurzeln durch Mykorrhiza-Pilzen macht die Wurzeln für Herbivore, also Pflanzenfressern, ungenießbar. Durch den Pflanzenschutz wird auch der Ernteertrag verbessert. Wenn sich die Pflanzen in einem guten Zustand befinden, können sie auch besser im Wechselprozess mit der Silikatverwitterung agieren.

### Funktionsweise – Recycling
Die Bergbauindustrie erzeugt kontinuierlich ein fein gemahlenes Basalt-Abfallprodukt, das im Standardverfahren auf Abraumhalden seit Jahrzehnten deponiert wird. Aufgrund der chemischen Zusammensetzung und der Korngröße kann dieses Material möglicherweise für EW verwendet werden.
In der Eisen- und Stahlherstellung fallen künstliche Silikat-Nebenprodukte als Abfall in Form von Schlacke an. Diese Schlacke wird zurzeit als geringwertiger Stahl-Zuschlagstoff recycelt, an den Produktionsstandorten gelagert oder auf Deponien entsorgt. Dieses Abfallprodukt kann aufbereitet werden, um sie für EW zu nutzen.
Die größten Mengen an Nebenerzeugnissen der Bau- und Abbruchindustrie sind Sand und Zement. Nach der Trennung von anderen Materialien besteht der Zement aus sauberen kalziumreichen Silikaten. Diese künstlichen Silikat-Mineralien lösen sich um mehrere Größenordnungen schneller auf und können somit schneller CO2 aufnehmen als natürliche Silikate. Für die Gewinnung kann Urban Mining eingesetzt werden. Bei dieser Methode werden bereits verbaute Rohstoffe, die nicht mehr in Verwendung sind, wiederaufbereitet. Da der Pro-Kopf-Zementverbrauch in den letzten Jahren nicht abschwächte könnte es in den Ländern mit einer intensiven Bauindustrie besonders wirksam sein.

### Funktionsweise – Kombination mit anderen CDRs
Für den Entzug von CO2 aus der Atmosphäre gibt es verschiedene Techniken und Ansätze. Es ist möglich, mehrere dieser CDR-Methoden zu kombinieren, um einen höheren Ertrag zu erzielen.
Techniken:
- Aufforstung und Wiederaufforstung: EW kann als natürlicher Dünger auf den Waldböden ausgebracht werden. Dies wird bei der Waldkalkung bereits angewendet, jedoch mit Kalk-Staub.
- Organische Kohlenstoffbindung im Boden: Beide Methoden können an einer Ackerfläche angewendet werden. Damit kann man optimale Ernteerträge erzielen und der Versauerung der Böden entgegenwirken.
- Gewinnung von Kohlenstoff aus der Umgebungsluft, Abscheidung und Lagerung (DACCS): CO2-haltige Oberflächenwasser werden in geeignete Speicher in den Untergrund befördert. In diesem Speicher befindet sich silikatischer Staub, der mit dem Wasser reagiert und das CO2 speichert.[15]

## Potential (Ausblick)

### CO2-Bilanz
Die jährliche CDR-Rate für eine bestimmte Landfläche ist die Menge an CO2, die aus der Atmosphäre durch EW entfernt werden kann. Sie bestimmt das regionale CDR-Potenzial und hängt von drei Faktoren ab:
Die auf einer jeweiligen Fläche verteilte Gesteinsmenge M, die Auflösungsrate d, d. h. der Anteil an Gestein, der jedes Jahr verwittert und das spezifische Kohlenstoffbindungspotential P (CO2-Entfernung pro Tonne Gestein). Die jährlich entfernte Kohlenstoffmenge entspricht dabei der pro Jahr verwitterten Gesteinsmenge multipliziert mit ihrem spezifischen Kohlenstoffbindungspotential. Das globale jährliche CDR-Potential kann in Abhängigkeit von global verfügbarer Fläche, Korngröße (x) und Verwitterungsrate WR berechnet werden.
Für eine Korngröße von 20 μm ergeben die Verwitterungsraten ein globales CDR-Gesamtpotenzial von 4,9 Gt CO2 a−1 für Basalt bzw. 95 Gt CO2 a−1 für Dunit. Diese CDR-Menge würde ausreichen, um z. B. Emissionen der Industrie im Jahr 2050 auszugleichen. Bezieht man in die Berechnung, ein sich während der Verwitterung änderndes Korn und unterschiedliche Transportmedien (Bahn oder LKW) und Korngrößen mit ein, verringert sich das CDR-Gesamtpotential. So können maximal bis zu 880 kg CO2/t entzogen werden, bei relativ großen Körnern (<100 µm) und mit Transport über die Straße, kann es sogar zu Netto-Emissionen kommen. Um langfristig wirtschaftlich zu sein, müssten mehrere CDR-Strategien und zugleich weniger Energie aus fossilen Brennstoffen verbraucht sowie energieeffizientere und kohlenstoffärmere Methoden für die Zerkleinerung der Gesteine angewendet werden.
Die Länder mit dem größten Potential sind auch die größten Kohlenstoff-Emittenten durch fossile Energie: China, Indien und die USA. Brasilien und Indien weisen aufgrund des Klimas und der vielen Ackerflächen, auch ein sehr hohes Potenzial auf. In Europa, in Ländern wie zum Beispiel Deutschland, Spanien und Polen, wäre es möglich durch EW 30 % der Emissionen von 2019 auszugleichen. Bei der globalen Aufrechterhaltung von EW über fünf Jahrzehnte könnten 25–100 Gt CO2 aus der Atmosphäre entfernt bzw. gespeichert werden.

### Voraussetzungen und geeignete Standorte
Die Einsatzgebiete von EW müssen zwei wichtige Anforderungen erfüllen. Erstens muss eine allgemeine Verfügbarkeit von Wasser für die chemische Verwitterung ganzjährig gegeben sein. Zweitens ist die Verwitterung temperaturabhängig und bei erhöhten Temperaturen deutlich schneller. In Anbetracht der beiden wichtigen Basisparameter, sind alle Ackerflächen und Wälder in warmen und feuchten Regionen geeignete Einsatzgebiete, um schnelle Verwitterungsraten zu gewährleisten. Die gesamte Fläche, die für Enhanced Weathering als geeignet identifiziert wurde, macht etwa 50 % der globalen Ackerfläche aus.
Die am besten geeigneten Standorte, welche zugleich das höchste globale jährliche CDR-Potenzial haben, sind warme und feuchte Länder und Regionen in (sub-) tropischen Gegenden, vor allem Brasilien, China, Indien und Südostasien, wo fast 75 % des globalen Potenzials realisiert werden kann. Diese Regionen haben das höchste Anwendungspotential unter Berücksichtigung geeigneter Flächen und erhöhte Temperaturen für einen schnellen Verwitterungsprozess.
Auch gemäßigte Zonen weisen ein Potenzial auf, jedoch im Vergleich dazu nur ein geringes, da dort Verwitterungsprozesse viel langsamer ablaufen. In Europa könnten Deutschland, Polen und Spanien 30 % der derzeitigen Emissionen der europäischen Länder ausgleichen.

## Kosten/Wirtschaftlichkeit
Die Kostenabschätzung für EW beträgt zwischen 75 und 250 US-Dollar pro Tonne CO2 weltweit. Die durchschnittlichen Kosten in den USA, Kanada und Europa (160–190 US-Dollar pro Tonne gespeicherten CO2) liegen fast 50 % höher als in Brasilien, China, Indien, Indonesien und Mexiko (55–120 US-Dollar pro Tonne gespeicherten CO2). Dieser Unterschied entsteht durch die Kosten für Arbeit, Diesel und Strom. In Brasilien, China, Indien und Indonesien könnte es zukünftig eine wirtschaftlich attraktive Option werden, da die Länder Förderkosten in Höhe von 75–100 US-Dollar pro Tonne gespeicherten CO2 bekommen.
Die Abbau- und Zerkleinerungskosten liegen in einer Preisspanne von 5 bis 25 US-Dollar pro Tonne Gestein. Das ist der größte Kostenpunkt für EW. Diese Preisspanne beruht auf den unterschiedlichen Korngrößen. Um das Gestein auf eine Größe von 10 µm zu zerkleinern, wird viel mehr Energie benötigt als bei einer Größe von 50 µm.
Die Transport- und Ausbringungskosten setzen sich aus Kraftstoffkosten und spezifischen Kosten, wie beispielsweise Löhne der Arbeitskräfte, zusammen. Die oberen Schätzungen für den Transport betragen 0,05 US-Dollar pro t und km. Allerdings werden hier keine abgelegenen Felder berücksichtigt, nur Felder, die im Umkreis von 300 km vom Abbau entfernt sind. Bei einem großflächigen Einsatz von EW in abgelegenen Gebieten, ohne Bahnanbindung, würden sich die Kosten erhöhen.
Im jetzigen, frühen Forschungs- und Entwicklungsstadium sind die Kosten nur abschätzbar und müssen mit Demonstrationsprojekten erprobt werden. Die Kosten werden wahrscheinlich sinken, wenn sich der Markt ausweitet und die Technologien weiterentwickelt werden. Dazu kommen energieeffizientere und kohlenstoffärmere Technologien für die Gesteinszerkleinerung. Die Nettokosten von EW könnten sinken, da silikatischer Gesteinsstaub als Dünger für die ökologische Landwirtschaft verwendet werden kann.

### Vergleich zu den Kosten anderer CDRs
Die geschätzten Kosten für EW sind vergleichbar mit den aktuellen Schätzungen für die intensiven CDR-Technologien BECCS und DACCS (100–300 US-Dollar pro t CO2). Die Schätzungen für die Herstellung und Anwendung von Biokohle betragen 30–120 US-Dollar pro t CO2. Lediglich die zwei Methoden Aufforstung / Wiederaufforstung (<100 US-Dollar pro t CO2) und organische Kohlenstoffbindung im Boden (0–10 US-Dollar pro t CO2) sind wesentlich günstiger.

## Unsicherheiten und Herausforderungen
Enhanced Weathering wird nur dann als relevante CDR-Option in Betracht gezogen werden können, wenn diese im klimapolitischen Rahmen wirtschaftlich wettbewerbsfähig, nicht umweltschädlich und in der Lage ist erhebliche Mengen an Kohlenstoff aus der Atmosphäre zu entfernen. Wenn neben Ackerflächen auch weitere Bereiche, wie z. B. Wälder berücksichtigt werden, würden diese das globale CDR-Potenzial verbessern. Dadurch könnten aber aufgrund von verringerter Zugänglichkeit die Kosten um einen Faktor von 2–4 erhöht werden.
2021 lagen die weltweiten CO2-Emissionen bei 37 Gigatonnen CO2, wobei durch Enhanced Weathering nur 5 Gigatonnen an CO2 reduziert werden können. Damit 1 Gt CO2 a−1 gebunden werden kann, müsste jedes Jahr mehr als 3 Gt Basalt verteilt werden. Das entspricht einem Basaltwürfel mit einer Kantenlänge von ca. 1 km.
Weiteres bestehen Unsicherheiten bezüglich der Verwitterungsrate unter natürlichen Bedingungen sowie des gesamten Kohlenstoffbindungspotenzials einschließlich biogeochemischer Effekte.

### Energieverbrauch beim Abbau
Die Emissionen, welche durch den Abbau, die Zerkleinerung und den Transport entstehen, führen zu einer Verringerung der CO2-Entfernung durch Enhanced Weathering.
Für den Abbau, die Zerkleinerung sowie das Mahlen des Gesteins zu kleinen Korngrößen wird ein hoher Bedarf an Energie benötigt. Es wurden Studien durchgeführt, um die Verbindung zwischen CO2-Emissionen aus der Zerkleinerung und der CO2-Absenkungsrate zu bewerten. Dabei wurden drei Szenarien mit verschiedenen Korngrößenverteilungen von <1 μm, <10 μm und <100 μm für die Modellierung verwendet.
Für die Berechnungen der CO2-Bilanz wurde, aufgrund der weiten Verbreitung von mafischen und ultramafischen Gesteinen, eine durchschnittliche Entfernung von ca. 300 km Transportweg verwendet. Die transportbedingten CO2-Emissionen in der Studie betragen 4,8 kg CO2e·t−1, 18,9 kg CO2e·t−1 und 59,4 kg CO2e·t−1. für den Transport per Bahn, per Straße für einen < 7,5 t LKW und einen 20–40 t LKW.
Die gesamten CO2-Emissionen (in kg·t−1) für Abbau, Transport, Zerkleinerung und Aufbringung betragen dabei für eine Korngröße von <1 μm 157,4 kg·t−1 für den Transport per Bahn, per Straße 171,5 kg·t−1 für einen 20–40 t LKW sowie 215,0 kg·t−1 per Straße für einen <7,5 t LKW.
Für eine Korngröße von <10 μm betragen die Emissionen für den Transport per Bahn 57,8 kg·t−1, für den Transport mit einem 20–40 t LKW 71,9 kg·t−1 und mit einem <7,5 t LKW 115,4 kg·t−1.
Für eine Korngröße von <100 μm liegen die Emissionen für den Transport per Bahn bei 17,7 kg·t−1 und per Straße bei 31,8 kg·t−1 für einen 20–40 t LKW sowie für einen <7,5 t LKW bei 75,3 kg·t−1.
Damit 190 Mt (Megatonnen) Basalt zu Gesteinsmehl mit Korngrößen von <10 μm und <100 μm verarbeitet werden kann, werden 32,904 GWh (Gigawattstunden) und 3595 GWh an Energie gebraucht.

### CO2-Bindung
Durch den Transport per Bahn werden viel weniger CO2-Emissionen freigesetzt als mit einem LKW per Straße. Laut Studien wird bei einer Aufbringungsrate von 50 t·ha−1 von gebrochenem Basalt, ein CDR-Potenzial von 1,3 und 8,5 Tonnen an CO2 ha−1 nach 15 Jahren Verwitterung erreicht.

## Kritische Aspekte
Ethische Aspekte
Durch EW entstehen nicht nur technische Herausforderungen, sondern auch Risiken, die sowohl den Menschen als auch die belebte Natur betreffen.
Negative Einflussfaktoren auf die belebte Natur
Vor allem für tierische Organismen können die Auswirkungen von EW groß sein. So kann der Anstieg des Boden-pH-Wertes durch die beschleunigte Silikatverwitterung schädlich für Organismen sein, deren Lebensweise von einem geringen pH-Wert des Bodens abhängt. Durch die Absenkung des pH-Wertes könnten Organismen, die für wichtige Ökosystemdienstleistungen wie zum Beispiel Schädlingsbekämpfung (durch Nützlinge) oder Bestäubung sorgen, beeinträchtigt werden.
Außerdem ist eine negative Auswirkung auf die Ökosysteme von Flüssen möglich, wenn das Material der silikatischen Düngung (z. B. durch Starkregen) unverwittert in Flusssysteme gerät. Das unverwitterte Material führt zu erhöhter Trübung in den Gewässern. Die veränderte Wasserqualität wirkt sich auf die Populationsdynamik aus. So kommt es beispielsweise zu einer geringeren Reproduktion in Fischpopulationen. Auch der steigende pH-Wert des Wassers durch den Eintrag von EW-Material kann die in Flüssen lebenden Pflanzen und Tiere, die bevorzugt in Gewässern mit geringem pH-Wert leben, beeinträchtigen.
Die silikatische Düngung kann einen Vorteil für die Pflanzen darstellen (siehe biologische Aspekte). Es ist dennoch möglich, dass (am Austraggebiet des EW-Materials) angrenzende Wälder durch die mineralische Düngung negativ beeinflusst werden, denn die Waldränder werden durch den Eintrag von landwirtschaftlicher Düngung nährstoffreicher und der Boden-pH-Wert steigt an. Die Veränderung der Bodenchemie könnte die Biodiversität, die an nährstoffärmere Umweltbedingungen mit geringerem Boden-pH-Wert angepasst ist, beeinträchtigen. Ein weiterer negativer Einflussfaktor von EW ist die Abholzung von Regenwald, was zum Verlust von Bereichen mit hoher Biodiversität führt. Die Waldrodung ist eine Folge des Baus von Bergwerken zum Erhalt des EW-Materials.
Negative Einflussfaktoren auf den Menschen
Der negative Einfluss von EW auf die belebte Natur kann sich auch auf die Menschen auswirken. So kann EW einen Eintrag von Schwermetallen zufolge haben, wenn insbesondere Olivin als Material für die beschleunigte Verwitterung verwendet wird. Denn Olivin enthält oft die Schwermetalle Nickel und Chrom. Durch den Verwitterungsprozess von Olivin können die Schwermetalle in die Umwelt gelangen und somit von Pflanzen aufgenommen werden. Die Aufnahme von toxischen Elementen hätte zufolge, dass die Ernte beeinträchtigt werden könnte. Durch die Nahrungsaufnahme von mit Schwermetallen belasteten Pflanzen könnte der menschliche Organismus gefährdet werden.
Nicht nur durch die Nahrungszufuhr könnte der Mensch beeinträchtigt werden. Bei der Herstellung von Silikatkörner, die eine Größe von mehr als 10 µm aufweisen, können auch Partikel mit geringerer Korngröße auftreten. Die kleineren Silikatkörner können für Atemwegserkrankung sorgen, denn diese Partikel mit geringerer Größe (< 10 µm) gelangen in die Lungen. Die Menschen, die die zerkleinerten Silikate herstellen und mit ihnen arbeiten, haben das Gesundheitsrisiko beispielsweise an Silikose zu erkranken.
Ein möglicher Lösungsweg, um die menschliche Gesundheit zu schützen, ist das Erzeugen von Schlämmen. Dieser Prozess verhindert die Aufnahme von zerkleinerten Silikaten in die Lunge und reduziert damit das Risiko von Atemwegserkrankungen. Die Verwendung von Basalt anstatt von Olivin als Düngemittel in der Landwirtschaft könnte außerdem die Aufnahme von Schwermetallen verhindern.